# جرینو جرینی (راننده مسابقه)

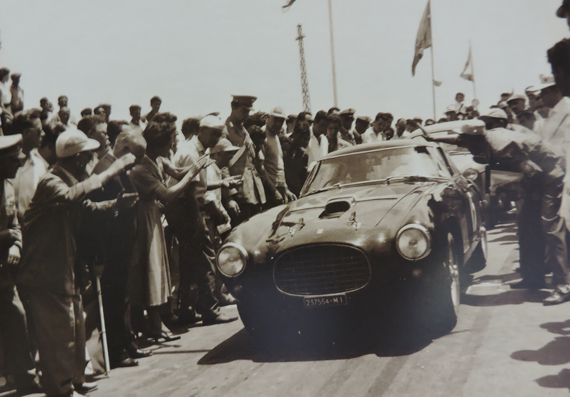
جرینی در ۱۹۵۴ سوار بر یک فراری ۲۵۰ پینی

جرینو جرینی (ایتالیایی: Gerino Gerini؛ زادهٔ ۱۰ اوت ۱۹۲۸ در رم، درگذشتهٔ ۱۷ آوریل ۲۰۱۳ در کرمونا) رانندهٔ مسابقات اتومبیل‌رانی فرمول یک اهل ایتالیا بود که در فصل ۱۹۵۶، و دوباره در فصل ۱۹۵۸ در مجموع در هفت گراند پری شرکت کرد.
او در طول دوران فعالیت خود در فرمول یک، ۱٫۵ امتیاز را به نام خود به‌ثبت رساند.
جرینی در ۱۷ آوریل ۲۰۱۳ در کرمونا درگذشت.